# 菏澤戰鬥
菏澤戰鬥發生於1938年5月14－16日，地點則是在中國魯西一帶。是抗日戰爭主要戰鬥之一，交戰一方為守軍之國民革命軍第20集團軍第32軍，另一方則為日軍第14師團。
結局是日軍主力渡過黃河，並攻陷荷澤，國民革民軍第23師火力武器不如而大敗，師長李必藩自殺殉國。